# Cavalos de São Marcos
Os Cavalos de São Marcos, também conhecidos como Cavalos de bronze de Constantino, são quatro estátuas de cavalos em bronze, formando uma quadriga, feitas no século IV a.C. e atribuídas ao escultor grego Lísipo. Atualmente se encontram na Basílica de São Marcos, em Veneza.

## História
As quatro estátuas são atribuídas por Plínio, o Velho ao escultor Lísipo. No século II, o imperador Trajano as transportou para Roma, onde foram instaladas sobre o Arco de Trajano.
No século IV, o imperador Constantino as teria enviado para Constantinopla, nova capital do império, onde ornamentaram o Hipódromo de Constantinopla, construído em 203.
Em 1204, Enrico Dandolo, doge de Veneza se apoderou dos cavalos durante o saque de Constantinopla pela Quarta Cruzada e os transportou de volta para a península Itálica. Foram então instalados na fachada da Basílica de São Marcos.

## Na França de Napoleão
Ainda outro imperador se envolveria com os cavalos de bronze. Napoleão Bonaparte, então general chefe do exército que invadiu a península Itálica em nome do diretório, na sua primeira campanha (1796-1797), tomou Veneza e levou as estátuas para Paris, onde foram colocadas no Arco do Triunfo do Carrossel construído entre 1807 e 1809. Após a Batalha de Waterloo e a queda de Napoleão, os saques foram devolvidos a Veneza e à praça de São Marcos em 1815. No topo do arco foram colocadas réplicas.

## Século XX

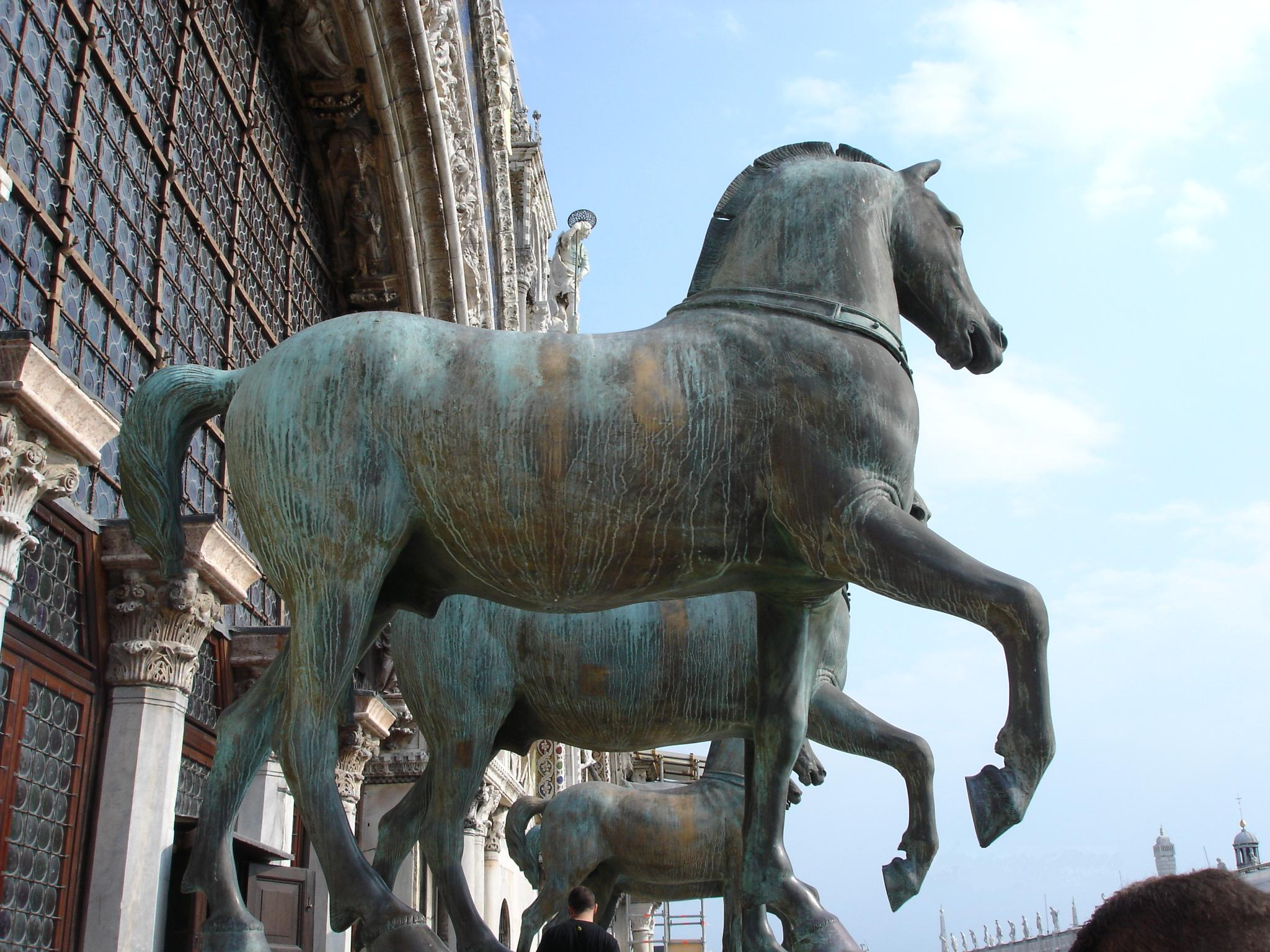
As réplicas atualmente expostas no alto de São Marcos

Na década de 1980, os cavalos originais foram colocados no museu da basílica e substituídos na fachada por réplicas, para proteger da poluição atmosférica tão antigo patrimônio cultural.